# Verlagsmanufaktur
Eine Verlagsmanufaktur ist eine produzierende Betriebsform, in welcher die Produzenten extern und üblicherweise in Heimarbeit Waren herstellen. Es findet keine Produktion in einem an einem bestimmten Ort konzentrierten Fabrikgebäude statt. Die so produzierte Ware wird in einem Kontor der Firma abgeliefert, bemustert und bezahlt. Der Produzent bekommt dafür Geld und neue Rohstoffe zur Weiterverarbeitung. Oftmals wird mit Betriebsmitteln produziert, die der Produzent vom Fabrikanten leihen oder kaufen kann oder muss.
Ein Beispiel hierfür sind die Seidenweber in Krefeld des 18. Jahrhunderts. Aufgrund von Monopolen und Begünstigungen durch den preußischen König gab es hier besonders viele Seidenweber, welche für verschiedene Fabrikanten produzierten. Die hergestellten Tücher wurden im Kontor des jeweiligen Fabrikanten abgegeben. Der Liewerbaas (Liefermeister) war zuständig für die Bemusterung der Ware und entschied, wie hoch die Entlohnung ausfiel. Von dem Geld musste der Weber aber auch seine Rohstoffe einkaufen, in der Regel in der Firma, für die er webte. Und er musste für den Webstuhl eine Miete entrichten sowie für das Haus, in dem dieser aufgestellt war, denn beides gehörte in der Regel dem Fabrikanten. Unter dem Strich blieb da nicht viel übrig. Erst nach dem Weberaufstand von 1828 wurden die Fabrikanten in Krefeld allmählich dazu gezwungen ihre Webstühle an die Weber zu verkaufen. Diese erreichten damit mehr Freiheit in der Wahl des Fabrikanten, für den sie weben wollten.